# Landstingsmedlemmer valgt i 1951
Ved landstingsvalget den 10. april 1951 valgtes 28 medlemmer ud af de i alt 76 medlemmer af Landstinget, idet der kun var valg i 2. landstingskreds (Roskilde), 3. landstingskreds (Rønne) og 5. landstingskreds (Herning). I de øvrige landstingskredse fortsatte de ved landstingsvalget i 1947 valgte medlemmer.

## De valgte medlemmer
| Navn                        | Parti                       |
| --------------------------- | --------------------------- |
| Jørgen Bjerg                | Venstre                     |
| Axel M. Bjerre              | Venstre                     |
| Holger Brodthagen           | Socialdemokratiet           |
| Axel Christensen            | Det Radikale Venstre        |
| Doris Christiansen          | Socialdemokratiet           |
| M. Madsen Dons              | Socialdemokratiet           |
| Per Federspiel              | Det Konservative Folkeparti |
| Einar P. Foss               | Det Konservative Folkeparti |
| S. Grue-Sørensen            | Venstre                     |
| Chr. Johan Hansen           | Socialdemokratiet           |
| Sofie Hansen                | Socialdemokratiet           |
| Jens Jensen                 | Venstre                     |
| Johannes Jensen             | Venstre                     |
| Oluf Johansen               | Det Radikale Venstre        |
| C. V. Knudsen               | Det Konservative Folkeparti |
| Aage Knudsen                | Socialdemokratiet           |
| Alfred S. Kristensen        | Socialdemokratiet           |
| Frederik Kristiansen        | Det Radikale Venstre        |
| Johannes Larsen (Tune)      | Venstre                     |
| Johannes Larsen (Aakirkeby) | Socialdemokratiet           |
| O. H. Malchau               | Det Konservative Folkeparti |
| Jørgen Otsen                | Det Konservative Folkeparti |
| Anna Rasmussen              | Socialdemokratiet           |
| Mads Siig Steffensen        | Retsforbundet               |
| Holger K. Sørensen          | Det Konservative Folkeparti |
| Fr. Willumsen               | Socialdemokratiet           |
| Nicoline Winther            | Venstre                     |
| N. Chr. Ælkær               | Socialdemokratiet           |

## Øvrige medlemmer af Landstinget
| Navn                       | Parti                        |
| -------------------------- | ---------------------------- |
| Ingefred Juul Andersen     | Venstre                      |
| O. Bouet                   | Det Konservative Folkeparti  |
| Alfred Bjørklund           | Socialdemokratiet            |
| J. C. Elster Bonnichsen    | Det Konservative Folkeparti  |
| C. E. Christiansen         | Socialdemokratiet            |
| Ernst Christiansen         | Socialdemokratiet            |
| A. Elmquist                | Venstre                      |
| N. Fledelius               | Socialdemokratiet            |
| Grethe Mølbach Frederiksen | Venstre                      |
| Kr. Fuglsang               | Venstre                      |
| Gudik Gudiksen             | Det Radikale Venstre         |
| Hans Hansen                | Socialdemokratiet            |
| Henry Hansen               | Socialdemokratiet            |
| Ingeborg Hansen            | Socialdemokratiet            |
| Severin Hansen             | Socialdemokratiet            |
| H. Hauch                   | Venstre                      |
| Halfdan Hendriksen         | Det Konservative Folkeparti  |
| Lisbet Hindsgaul           | Det Konservative Folkeparti  |
| Erik Jacobsen              | Socialdemokratiet            |
| L. W. Jensen               | Venstre                      |
| Th. Jensen                 | Socialdemokratiet            |
| H. P. Johansen             | Socialdemokratiet            |
| Johs. Kr. Johansen         | Socialdemokratiet            |
| Jørgen Jørgensen           | Det Konservative Folkeparti  |
| Melchior Kjeldsen          | Venstre                      |
| M. Chr. Korsgaard          | Det Konservative Folkeparti  |
| H. M. Larsen               | Socialdemokratiet            |
| Kaj Lindberg               | Socialdemokratiet            |
| A. Moesgaard               | Venstre                      |
| Jørgen Møller              | Socialdemokratiet            |
| Poul Niclasen              | Sambandsflokkurin            |
| Chr. Nielsen               | Danmarks Kommunistiske Parti |
| N. P. Nielsen              | Socialdemokratiet            |
| Søren Stegger Nielsen      | Venstre                      |
| N. Chr. Nielsen-Mann       | Venstre                      |
| Esther Malling Pedersen    | Venstre                      |
| Ch. Petersen               | Socialdemokratiet            |
| P. Nielsen Petersen        | Det Radikale Venstre         |
| Peder Jens Ravn            | Venstre                      |
| M. C. Schaumann            | Det Konservative Folkeparti  |
| Astrid Skjoldbo            | Socialdemokratiet            |
| J. P. Steensballe          | Venstre                      |
| K. K. Steincke             | Socialdemokratiet            |
| Marius Sørensen            | Socialdemokratiet            |
| Ingeborg Refslund Thomsen  | Det Radikale Venstre         |
| J. Villemoes               | Venstre                      |
| Anna Westergaard           | Det Radikale Venstre         |
| S. Th. Wittrup             | Socialdemokratiet            |

## Personskift i perioden 1951-53
| Stedfortræder           | Parti                       | Afløst medlem             | Dato              | Årsag                                                     | Yderligere bemærkninger |
| ----------------------- | --------------------------- | ------------------------- | ----------------- | --------------------------------------------------------- | --- |
| Johannes Poulsen        | Socialdemokratiet           | Johs. E. Larsen           | 29. april 1951    | Larsen blev medlem af Folketinget.                        | |
| Sv. Aa. Gelting-Hansen  | Det Konservative Folkeparti | M. C. Schaumann           | 1. maj 1951       | Schaumann nedlagde sit mandat.                            | |
| Alfred Bøgh             | Venstre                     | J. P. Ravn                | 22. juli 1951     | Ravn nedlagde sit mandat.                                 | |
| Einar Simonsen          | Venstre                     | Jens Jensen               | 17. november 1951 | Jensen afgik ved døden.                                   | |
| Fr. Dalgaard            | Socialdemokratiet           | Severin Hansen            | 1. oktober 1952   | Hansen nedlagde sit mandat.                               | |
| N. Chr. Nielsen         | Socialdemokratiet           | N. P. Nielsen             | 1. oktober 1952   | N. P. Nielsen nedlagde sit mandat.                        | |
| Chr. J. Hansen          | Socialdemokratiet           | K. K. Steincke            | 7. oktober 1952   | Steincke nedlagde sit mandat.                             | Hansen sad allerede i landstinget, men på sit eget mandat fra 5. landstingskreds. Da Steincke nedlagde sit mandat, overtog Hansen Steinckes landstingsvalgte mandat. |
| Poul Nilsson            | Socialdemokratiet           | Chr. J. Hansen            | 7. oktober 1952   | Chr. J. Hansen overtog Steinckes landstingsvalgte mandat. | |
| Niels Dullum            | Venstre                     | Peter N. Petersen (Røjle) | 17. marts 1953    | Petersen afgik ved døden.                                 | Peter N. Petersen var medlem af Det Radikale Venstre, men ved sin død blev mandatet overført til Venstres Niels Dullum, da de to partier var i samme valgforbund.    |
| Eiv. Helsted            | Det Konservative Folkeparti | Halfdan Hendriksen        | 21. april 1953    | Hendriksen blev valgt til Folketinget.                    | |
| Alfred Jørgensen        | Retsforbundet               | Mads Siig Steffensen      | 21. april 1953    | Steffensen blev valgt til Folketinget.                    | |
| Kr. Andreas Søndergaard | Det Radikale Venstre        | Ingeborg Refslund Thomsen | 21. april 1953    | Thomsen blev valgt til Folketinget.                       | |